# Сос Айрапетян
Сос Айрапетян (12 вересня 1959) — вірменський хокеїст на траві.
Бронзовий призер Олімпійських Ігор 1980 року, учасник 1988, 1992 років.
Переможець Інтерконтинентального кубка 1981 року.
Чемпіон Європи 1983 року.